# Willy Engel-Berger
Willy Engel-Berger, né le 26 août 1890 à Bonn et mort le 28 août 1946 à Vienne, est un compositeur et chef d'orchestre allemand et autrichien, auteur notamment de musiques de film.

## Biographie
Après des études de musique classique Willy Engel-Berger dirige un orchestre à bord des navires de la Hamburg America Line. Plus tard, il travaille à Vienne et à Berlin comme pianiste de bar jouant de la musique de danse, des ragtimes et fox-trot. En tant que compositeur, il obtient ses premiers succès avec les opérettes Die Bojarenbraut (1925) et Bubi (1929), des chansons telles que Pst-die kleine Gretel will jetzt schlafen ou In der Bar zum Krokodil (texte de Fritz Löhner-Beda) et des musiques de films comme Stern von Rio, de Karl Anton ou In Hamburg an der Elbe.
De 1930 à 1946, Engel-Berger est impliqué dans environ 15 productions cinématographiques en Allemagne, en Autriche, en Tchécoslovaquie et en Hongrie en tant que chef d'orchestre ou compositeur. Il marque de son empreinte les deux premières décennies du film sonore allemand.
Plusieurs de ses œuvres ont fait l'objet de bons enregistrements, avec des artistes de renom tels que Max Kuttner, Engelbert Milde et Jacques Rotter, joués par des orchestres tels que ceux de Dajos Béla, Charly Gaudriot et Edith Lorand.
Son dernier film, en 1946, Der weite Weg / Schicksal in Ketten, est le premier long métrage d'après-guerre en Autriche. Malgré son désir de se tourner vers la musique d'église, il ne peut réaliser ce vœu. Willy Engel-Berger meurt à Vienne à 56 ans souffrant de troubles mentaux.

## Source de traduction
- (de) Cet article est partiellement ou en totalité issu de l’article de Wikipédia en allemand intitulé « Willy Engel-Berger » (voir la liste des auteurs).